# Paul Strecker
Paul Strecker (* 13. August 1898 in Mainz; † 6. März 1950 in Berlin) war ein deutscher Bühnenbildner, Maler und Schriftsteller.

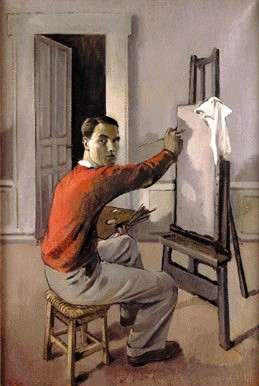
Selbstbildnis (1934)

## Leben
Von 1919 bis 1922 studierte Strecker Kunst an der Münchener Kunstakademie und wechselte anschließend für zwei Jahre an die Kunstakademie nach Berlin. Im Sommer 1924 unternahm Strecker eine längere Studienreise nach Rom, um dort hauptsächlich die antiken Meister zu studieren.
Im Frühjahr 1926 ließ sich Strecker in Paris als freischaffender Maler nieder. 1937 wurden in der Aktion „Entartete Kunst“ nachweislich drei seiner Arbeiten aus öffentlichen Sammlungen in Deutschland beschlagnahmt. Mit Ausbruch des Zweiten Weltkriegs wurde er als "feindlicher Ausländer" von den Franzosen interniert. Nach der Besetzung Frankreichs durch die Nationalsozialisten kehrte er nach Paris zurück und war im Umfeld der deutschen Botschaft und als Feuilletonist für die deutschsprachige Pariser Zeitung tätig.
Im August 1944 kehrte Strecker nach Deutschland zurück und ließ sich in Berlin nieder. Bis zu seinem Tod war er für die Staatsoper Unter den Linden als Bühnenbilder tätig. Ab Januar 1946 lehrte er als Dozent an der Hochschule für die bildenden Künste Berlin (HfbK), wohin ihn Karl Hofer geholt hatte; mit dem Lehrauftrag verbunden war die Ernennung zum ordentlichen Professor.
Strecker war Mitglied der Neuen Gruppe und im Deutschen Künstlerbund. Er starb im Alter von 49 Jahren in Berlin. 1963 gehörte er zu den Künstlern, denen eine Gedächtnisausstellung im Münchener Haus der Kunst gewidmet wurde; er war dort mit sechs Ölbildern vertreten.
Der Musikverleger Ludwig Strecker war sein Bruder.

## Werke (Auswahl)

### 1937 als "entartet" aus öffentlichen Sammlungen beschlagnahmte Werke
- Gotische Kirche (Tafelbild; Städtisches Museum Aachen. Verbleib ungeklärt)
- Kirche (Öl auf Leinwand, 1925; Kunstsammlungen der Stadt der Stadt Düsseldorf. Verbleib ungeklärt)
- Hafen von Toulon (Öl auf Leinwand, 73 × 54 cm; Stadtmuseum Ulm. Verbleib ungeklärt)

### Weitere Werke (Auswahl)
- Biarritz (Öl; um 1926)[5]
- Halbakt (Öl, um 1928)[6]
- Jünglinge am Meer (Öl, um 1929)[7]

- Morgen am Montmartre
- Eiffelturm
- Consierge
- Hafen von Toulon
- Die Flieger (Tafelbild)[8]
- Spanier
- Spielende im Grünen, 1938 (Öl auf Leinwand, 65 × 100 cm)
- Pariser Straße, 1944 (Öl auf Papier, 55 × 25 cm)
- Das weiße Zimmer, 1948 (Öl auf Leinwand, 53 × 65 cm)
- Die helle Nacht, 1948 (Öl auf Leinwand, 55 × 65 cm)
- Feuerwerk (Öl auf Leinwand, 65 × 100 cm)
- Ball (Öl auf Leinwand, 55 × 33 cm)

## Literarische Werke
- Paul Strecker: Die Brücke von Avignon. Vorwort von Alexander Koval. Auer, Bonn 1950. Mit Tafeln. 217 S. Or.-Lwd